# Geniocracia
La geniocracia es una ideología política promovida por los Raelianos. La geniocracia se basa en un gobierno único mundial. Para aspirar a ocupar un puesto de gobierno, se requeriría tener una inteligencia potencial (no se refieren al cociente intelectual) de al menos el 50 % de la media, y para poder votar sería necesario tener un 10 % de la media. Rael, en su libro La geniocracia, sostiene que las naciones funcionan como un cuerpo humano, en el cual cada individuo es una "célula", teniendo así cada quien, una labor principal, argumentando "todas las células son importantes, pero las células del pie cumplen la función para caminar y las del cerebro, para pensar". También sostiene que con la geniocracia no será más necesario el trabajo manual, pues en un corto plazo, este sería reemplazado por robots hasta llegar a crear un sistema de vida autosostenible.